# William T. Schulte

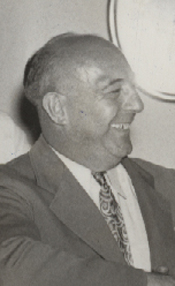
William T. Schulte (1935)

William Theodore Schulte (* 19. August 1890 in St. Bernard, Platte County, Nebraska; † 7. Dezember 1966 in Hammond, Indiana) war ein US-amerikanischer Politiker. Zwischen 1933 und 1943 vertrat er den Bundesstaat Indiana im US-Repräsentantenhaus.

## Werdegang
William Schulte besuchte die öffentlichen Schulen seiner Heimat. Später zog er mit seinen Eltern nach Hammond in Indiana, wo er die High School und eine Handelsschule besuchte. Danach war er mit einer Unterbrechung bis 1932 im Theatergewerbe tätig. Außerdem arbeitete er in der Landwirtschaft. Politisch war Schulte Mitglied der Demokratischen Partei. Zwischen 1918 und 1922 gehörte er dem Stadtrat von Hammond an.
Bei den Kongresswahlen des Jahres 1932 wurde er im ersten Wahlbezirk von Indiana in das US-Repräsentantenhaus in Washington, D.C. gewählt, wo er am 4. März 1933 die Nachfolge von John W. Boehne antrat, der in den achten Distrikt wechselte. Nach vier Wiederwahlen konnte er bis zum 3. Januar 1943 fünf Legislaturperioden im Kongress absolvieren. Dort wurden in den 1930er Jahren die meisten der New-Deal-Gesetze der Bundesregierung unter Präsident Franklin D. Roosevelt verabschiedet. Seit 1941 war auch die Arbeit des Kongresses von den Ereignissen des Zweiten Weltkrieges bestimmt.
Im Jahr 1942 wurde William Schulte von seiner Partei nicht mehr zur Wiederwahl nominiert. Nach seinem Ausscheiden aus dem US-Repräsentantenhaus wirkte er bis 1944 im War Production Board mit. Anschließend kehrte er in das Lake County in Indiana zurück, wo er zunächst in der Landwirtschaft arbeitete. Später war er zwischen 1947 und 1949 in Michigan City im Autohandel tätig. Danach war Schulte als Handelsvertreter bei einer Baumaschinenfirma beschäftigt. Er starb am 7. Dezember 1966 in Hammond, wo er auch beigesetzt wurde.